# 波加里西科
50°10′2″N 23°41′13″E / 50.16722°N 23.68694°E
波加里西科（烏克蘭語：Погарисько），是烏克蘭西部的村莊，隸屬利維夫州的利維夫區。該村面積13.6平方公里，海拔高度237米，2001年人口614，人口密度每平方公里45.1人。